# Myllitella vivens
Myllitella vivens är en musselart. Myllitella vivens ingår i släktet Myllitella och familjen Lasaeidae.

## Underarter
Arten delas in i följande underarter:
- M. v. pinguis
- M. v. vivens